# José Luis García Sánchez
José Luis García Sánchez (Salamanca, 22 de septiembre de 1941) es un director de cine español, que ha trabajado, además, como guionista, productor, y en algunas ocasiones como actor (Colorín colorado, 1976).

## Biografía
Es licenciado en Derecho y Sociología. Casado con la cantante Rosa León y padre del director de cine Víctor García León.

## Filmografía

### Filmografía como director
- Los muertos no se tocan, nene (2011)
- Don Mendo Rock ¿La venganza? (2010)
- Life and Times of Jess Franco (2006)
- María querida (2004)
- ¡Hay motivo! (2004) (serie de: "Español para extranjeros")
- Franky Banderas (2004)
- La marcha verde (2002)
- Lázaro de Tormes (2001)
- Adiós con el corazón (2000)
- Siempre hay un camino a la derecha (1997)
- Tranvía a la Malvarrosa (1997)
- El seductor (1995)
- Suspiros de España y Portugal (1995)
- La mujer de tu vida segundo episodio de TV: "La mujer cualquiera" (1994)
- Tirano Banderas (1993)
- La noche más larga (1991)
- La mujer de tu vida: La mujer infiel (1990) (TV)
- El vuelo de la paloma (1989)
- Pasodoble (1988)
- Divinas palabras (1987)
- Hay que deshacer la casa (1986)
- La corte de Faraón (1985)
- Cuentos para una escapada (1981) (serie denominada "El regalo de los colores")
- Dolores (1981)
- Las truchas (1978) - ganadora del Oso de Oro del Festival de Berlín
- Colorín colorado (1976)
- El Love Feroz o Cuando los hijos juegan al amor (1975)
- Gente de boina (1971)
- Loco por Machín (1971)
- Labelecialalacio (1970)
- Pólipos en las trompas (1968)

## Premios y distinciones
Festival Internacional de Cine de Berlín
| Año  | Categoría  | Película    | Resultado |
| ---- | ---------- | ----------- | --------- |
| 1978 | Oso de Oro | Las truchas | Ganador   |

Festival Internacional de Cine de San Sebastián
| Año  | Categoría       | Película           | Resultado |
| ---- | --------------- | ------------------ | --------- |
| 1985 | Concha de Plata | La corte de Faraón | Ganador   |

- 1993 Goya al mejor guion original por Belle Époque. (VII edición de los Premios Goya)
- 1994 Goya mejor guion adaptado por Tirano Banderas (VIII edición de los Premios Goya)